# Bisi Komolafe
Bisi Komolafe (sinh năm 1986 - mất năm 2012) là tên của một nữ diễn viên, đạo diễn và là nhà sản xuất phim người Nigeria. Bà nổi tiếng với vai diễn trong hai bộ phim Igboro Ti Daru và Aramotu.

## Lí lịch
Bà sinh ra trong một gia đình năm người ở Ibadan, bang Oyo, phía tây nam Nigeria. Tại đó, bà học tiểu học và trung học. Sau đó bà sang bang Lagos và học tại trường đại học Lagos rồi tốt nghiệp với bằng quản trị kinh doanh.

## Sự nghiệp
Sự nghiệp diễn xuất của bà càng lúc càng lên cao sau khi đóng vai chính trong bộ phim Igboro Ti Daru. Tiếp đó, bà đóng vai chính trong những bộ phim như Bolode O'ku, Asiri Owo và Ebute. Ngoài ra, bà cũng sản xuất những bộ phim bao gồm Latonwa, Eja Tutu và 'Oka.
Bên cạnh đó, bà còn được đề cử giải xuất sắc nhất Nollywood (nền công nghiệp điện ảnh của Nigeria) vào năm 2009 và giải nữ diễn viên chính xuất sắc nhất trong phim tiếng Yoruba vào năm 2012.

## Cái chết
Cái chết của bà được giới truyền thông đưa tin vào ngày 31 tháng 12 năm 2012. Việc này đã gây ra rất nhiều đồn đoán, đồn thổi khắp dư luận. Các báo cáo y khoa xác nhận rằng bà chết tại bênh viện đại học Y tại Ibadan là do các biến chứng trong thời gian mang thai. Ngày tháng 1 năm 2013, bà được chôn cất tại Ibadan. in Ibadan.

## Phim ảnh
Dưới là những bộ phim đã được chọn lọc và có sự góp mặt của bà:
Igboro Ti Daru
Aye Ore Meji
Apere Ori
Omo Olomo Larin Ero
Jo Kin Jo
Akun
Bolode O'ku
Aramotu
Asiri Owo
Ogbe Inu
Aiyekooto
Latonwa
Alakada
Mofe Jayo
Ebute
Iberu Bojo